# Šandal
Šandal (in ungherese Sandal) è un comune della Slovacchia facente parte del distretto di Stropkov, nella regione di Prešov.